# Libero (blöjor)
Libero är ett varumärke för blöjor och produkter för babyvård och barnhygien. Produkterna tillverkas och marknadsförs av Essity, som fram till 2017 var SCA:s hygiendivision. Sortimentet är Svanenmärkt och blöjorna certifierade av FCS. 
Libero togs fram som en svensk innovation 1955 av Mölnlycke. Företaget Libero grundades i Sverige 1980.